# Cardeal-de-goiás
O cardeal-de-goiás (Paroaria baeri) é uma espécie de ave da família Emberizidae semelhante (igual) ao da amazônia. É endémico do Brasil.
Seus habitats naturais são: florestas subtropicais ou tropicais húmidas da amazônia legal de baixa altitude e matagal húmido tropical ou subtropical, segundo BirdLife International (em Inglês e Português brasileiro, Brazil Editions).